# فرانچسکو چرتلی
فرانچسکو سرتلی (انگلیسی: Francesco Cerretelli؛ زادهٔ ۲۱ ژانویهٔ ۲۰۰۰) بازیکن فوتبال است.
از باشگاه‌هایی که در آن بازی کرده‌است می‌توان به باشگاه فوتبال بولونیا اشاره کرد.